# يوجين ديفيس سوندرز
يوجين ديفيس سوندرز (بالإنجليزية: Eugene Davis Saunders) هو محامي وقاضي أمريكي، ولد في 25 يوليو 1853 في مقاطعة كامبل في الولايات المتحدة، وتوفي في 27 أكتوبر 1914 في فرجينيا في الولايات المتحدة.